# Лужский оборонительный рубеж
Лу́жский оборони́тельный рубе́ж (Лужская укреплённая пози́ция) — система советских укреплений (оборонительный рубеж) протяжённостью около 300 километров, построенная в июне — августе 1941 года на территории Ленинградской области, от Нарвского залива, по рекам Луге, Мшаге, Шелони до озера Ильмень с целью не допустить прорыва войск немецкой группы армий «Север» на северо-восток в направлении Ленинграда. 27 июня военные строители приступили к работам. Для обороны рубежа 6 июля была создана Лужская оперативная группа во главе с генерал-лейтенантом К. П. Пядышевым. Через 15 дней после начала строительства, 12 июля 4-я немецкая танковая группа вступила в бой с частями прикрытия Лужской оперативной группы в районе реки Плюссы. Хотя работы по созданию рубежа завершены не были, упорная оборона советских войск заставила командование вермахта остановить наступление на Ленинград. Успешный контрудар под Сольцами, оборона Таллина и Смоленское сражение оказали серьёзное влияние на ход боевых действий на Лужском рубеже, позволив советским войскам ещё в течение месяца сдерживать наступление немецких частей, укреплять оборону и формировать новые соединения.
В период 8—13 августа рубеж был прорван по флангам, в районе Новгорода и Кингисеппа. Контрудар под Старой Руссой и оборона Красногвардейского укреплённого района отвлекли значительные силы группы армий «Север» и замедлили развитие наступления на Ленинград. 26 августа 43 тысячи советских солдат, оборонявших Лужский участок, были окружены, но продолжали сражаться до середины сентября. В окружении в плен попало около 20 тысяч бойцов.

## Предыстория

### Стратегическое значение Ленинграда
18 декабря 1940 года Гитлер подписал директиву № 21, известную как план «Барбаросса». Этот план предусматривал нападение на СССР тремя группами армий по трём основным направлениям: ГА «Север» на Ленинград, ГА «Центр» на Москву и ГА «Юг» на Киев и Донбасс. После захвата Ленинграда и Кронштадта ГА «Север» должна была повернуть свои армии на восток, окружая Москву с севера. В директиве № 32 от 11 июня 1941 года Гитлер определял время завершения «победоносного похода на Восток», как конец осени.
Франц Гальдер, Начальник штаба Верховного командования сухопутных войск вермахта, так написал в своём дневнике 8 июля 1941 года:
Непоколебимо решение фюрера сровнять Москву и Ленинград с землей, чтобы полностью избавиться от населения этих городов, которое в противном случае мы потом будем вынуждены кормить в течение зимы. Задачу уничтожения этих городов должна выполнить авиация. Для этого не следует использовать танки. Это будет «народное бедствие, которое лишит центров не только большевизм, но и московитов (русских) вообще».
Ленинград к началу Второй мировой войны был ведущим индустриальным и культурным центром страны, в нём проживало 3 191 300 человек. По стоимости валового выпуска промышленных изделий он в 1940 году был на втором месте после Москвы, являлся флагманом судостроения. В Ленинграде было сосредоточено 30 процентов военного производства. Ленинградский порт занимал важное место во внешней торговле страны. Взяв Ленинград, немцы овладели бы и Балтийским флотом, который препятствовал важнейшим перевозкам Германии из Скандинавских стран, прежде всего железной руды из Швеции. Падение города на Неве позволило бы объединить войска вермахта с финской армией и вырваться на оперативный простор восточнее Ладожского озера. Такой прорыв в направлении Вологды и далее мог привести к нарушению железнодорожного сообщения и блокировке перевозок из Мурманска и Архангельска. С падением Ленинграда немецкие войска получили бы беспрепятственный выход на просторы севера Советского Союза, и они могли бы быть брошены на Москву с севера, что изменило бы всю стратегическую обстановку на советско-германском фронте.

### Развитие событий на Северо-Западном фронте до начала Битвы за Ленинград
Подступы к северным территориям CCCP прикрывали Северный и Северо-Западный фронты.
- Северный фронт был создан 24 июня 1941 года на базе Ленинградского военного округа и прикрывал территорию Кольского полуострова, Карелии и Ленинградской области, защищая Ленинград с севера. Фронтом командовал генерал-лейтенант М. М. Попов, начальник штаба — генерал-майор Д. Н. Никишев.
- Северо-Западный фронт был создан 24 июня 1941 года на базе Прибалтийского Особого военного округа, с началом войны войска фронта вели бои на территории прибалтийских советских республик. Командующий фронтом — генерал-полковник Ф. И. Кузнецов, начальник штаба — генерал-лейтенант П. С. Клёнов. Приграничные сражения и бои войск фронта, начавшиеся 22 июня 1941 года, к исходу 25 июня были проиграны[8]. К началу июля войска Северо-Западного фронта не смогли задержать противника и отступили на глубину до 500 км в северо-западные районы России, оказавшись на юге Ленинградской области. За неумелое управление войсками командование Северо-Западного фронта в полном составе было снято со своих постов. Вместе с тем командование вермахта, хотя и достигло значительного продвижения своих войск, не смогло добиться окружения и разгрома советских войск[9].

В первых числах июля, в связи с недостатком сил и средств на Северо-Западном фронте, Ставка Верховного Главнокомандования указала на необходимость привлечь к обороне Ленинграда с юго-запада войска Северного фронта, на которые ранее возлагалась задача обороны города только с севера. Граница между фронтами была установлена по линии Псков — Новгород, при этом оборона территории Эстонской ССР была оставлена за войсками Северо-Западного фронта.
С 4 июля в командование фронтом вступил генерал-лейтенант П. П. Собенников. Членом военного совета был назначен корпусной комиссар В. Н. Богаткин, а начальником штаба стал генерал Н. Ф. Ватутин — заместитель начальника Генерального штаба, находившийся на фронте с 22 июня 1941 года. В этих условиях главная задача советских войск на данном театре военных действий состояла в том, чтобы не допустить прорыва противника к Ленинграду и Новгороду, а также прикрыть Таллин, являвшийся главной базой Балтийского флота.
8 июля 1941 года главное командование германских вооружённых сил поставило войскам группы армий «Север» следующую задачу: отрезать Ленинград с востока и юго-востока сильным правым крылом танковой группы от остальной территории СССР. И 10 июля войска группы армий «Север» с рубежа реки Великой начали наступление на Ленинград по направлениям Псков — Луга и Остров — Новгород. В этот же день соединения Карельской армии Финляндии начали наступление на позиции 7-й армии Северного фронта в Карелии. Дата 10 июля 1941 года и рубеж реки Великой считаются большинством исследователей началом битвы за Ленинград и её исходным рубежом.

## Расположение
Первоначальный план оборонительных сооружений, разработанный группой заместителя командующего Ленинградского военного округа, генерал-лейтенанта К. П. Пядышева представлял собой полосу укреплений от Финского залива по берегам рек Луге, Мшаге, Шелони до озера Ильмень, почти 250 км.
Лужская полоса обороны выглядела на карте одной линией от западного побережья Нарвского залива в районе ст. Преображенка по реке Луга, на Кингисепп, дальше на Поречье, Сабск, Толмачёво. Вокруг города Луги был намечен обвод по озёрам и болотистым участкам с выходом потом рубежа снова на реку Луга, юго-восточнее города. Дальше линия шла на Передольскую, Мшагу, Шимск до озера Ильмень. В центре Пядышевым был намечен главный узел обороны, включавший город Лугу, с отсечной позицией Луга — Толмачёво. Другая отсечная позиция намечалась на восток и северо-восток от Толмачёво. Она пересекала магистральные дороги, идущие на Ленинград из Пскова, Порхова, Новгорода, и Октябрьскую железную дорогу.Б. В. Бычевский
4 июля 1941 года начальник Генерального штаба генерал Г. К. Жуков передал в адрес Военного совета Северного фронта директиву Ставки Главного Командования о подготовке обороны на подступах к Ленинграду № 91/НГШ. Этой директивой предписывалось занять рубеж обороны Нарва, Луга, Старая Русса, Боровичи, создать предполье глубиной 10—15 км. Таким образом, фактически своим решением от 4 июля Ставка задним числом одобрила меры, которые были предложены и уже осуществлялись командованием Северного фронта.

5 июля 1941 года за подписью генерала армии Г. К. Жукова в адрес Военного совета Ленинградского военного округа. поступает новая директива Ставки ВГК о подготовке оборонительного рубежа на подступах к Ленинграду. В ней приказывалось построить оборонительный рубеж на фронте Кингисепп, Толмачёво, Огорели, Бабино, Кириши и далее по западному берегу реки Волхов. Указывалось обратить особое внимание на прочное прикрытие направлений Гдов—Ленинград, Луга—Ленинград и Шимск—Ленинград. К строительству рубежа приступить немедленно. Окончание строительства — 15 июля 1941 года.
В результате в августе была создана главная полоса обороны и две отсечные позиции. Главная полоса проходила от Финского залива по правому берегу реки Луга до совхоза Муравейно, а затем через населённые пункты Красные Горы, Дарьино, Лесково, Смерди, Стрешево, Онежицы, по правому берегу реки Луга от Онежицы до Освины, а далее через населённые пункты Ожогин Волочёк, Уномер, Медведь по реке Киба, от посёлка Медведь до Пегасино по левому берегу реки Мшага, а далее до Голино по левому берегу реки Шелонь.
- Первая отсечная позиция состояла из двух полос:
  - Первая, протяжённостью 28 км, проходила от деревни Раковно до деревни Вычелобок по правому берегу реки Луга, далее по правому берегу реки Удрайка, до деревни Радоли[23].
  - Вторая полоса, протяжённостью 20 км, шла от Колодно, Чёрная до Заклинье по реке Чёрная[23].
- Вторая отсечная позиция тянулась от совхоза Муравейно до Плосково по правому берегу реки Луга, далее по реке Оредеж, озеро Хвойлово, озеро Антоново, озеро Пристанское, реке Рыденко и по реке Равань до Фёдоровки, далее по рекам Тигода, Волхов до Киришей. Длина по фронту составляла 182 км[24].

## Строительство

### Организация строительства
Ещё 22 июня срочно прибывший в Ленинград заместитель народного комиссара обороны СССР К. А. Мерецков порекомендовал Командующему Ленинградским военным округом генерал-лейтенанту М. М. Попову приступить к выбору и рекогносцировке возможных оборонительных рубежей между Псковом и Ленинградом, с немедленным вслед за этим развёртыванием на них оборонительных работ с привлечением свободных войск, а главное — местного населения. Эта задача была поручена заместителю Попова, генерал-лейтенанту К. П. Пядышеву, под его руководством большая группа специалистов и военных инженеров работала над расчётами строительства оборонительных сооружений.
Утром 24 июня Пядышев доложил о составе, порядке и сроках работ рекогносцировочных групп, о примерной организации и последовательности оборонительного строительства. Основным рубежом намечалась река Луга почти на всём её протяжении и далее Мшага, Шимск до озера Ильмень, с развитым и укреплённым предпольем, бравшим своё начало от реки Плюссы. На ближних подступах к Ленинграду планировалось создать ещё два рубежа обороны. При этом особенно трудоёмким и сложным было создание Лужской оборонительной полосы, протянувшейся на 250 км. Она должна была состоять из двух оборонительных полос и одной отсечной позиции, проходившей по берегам многочисленных озёр и рек. Были назначены: инженерным начальником Лужской группы войск подполковник А. Д. Цирлин, начальником строительства Лужской полосы обороны майор М. М. Зязин.
25 июня Военный совет Северного фронта утвердил основную принципиальную схему строительства оборонительных рубежей на подступах и в самом городе. Планом намечалось сооружение трёх рубежей:
- первый — от Финского залива по рекам Луга и Мшага на Шимск до озера Ильмень;
- второй оборудовался по внешнему кольцу окружной железной дороги, по линии Петергоф — Красногвардейск — Колпино и занимался войсками вторых эшелонов армий;
- третий проходил непосредственно по окраинам города.

Одновременно планировалось создать семь секторов обороны в самом городе.
Сразу стало ясно — объём работ на Лужском рубеже настолько велик, что силами только армии в установленный срок выполнен быть не может, и 27 июня исполком Ленинградского городского Совета депутатов трудящихся принял решение о привлечении населения города и ряда пригородных районов к трудовой повинности.
Составленный штабом план обороны Ленинграда, предусматривавший широкое участие населения в его реализации, получил одобрение партийных и советских руководителей города и области, а 27 июня с ним был ознакомлен и возвратившийся в Ленинград из Москвы секретарь ЦК ВКП(б) и первый секретарь Ленинградского обкома и горкома партии А. А. Жданов, который по телефону согласовал этот план со Сталиным.
По решению Военного совета для руководства строительством Лужского рубежа к 28 июня было сформировано управление строительства № 1. Задачей управления стало строительство противотанковых и противопехотных препятствий, а также ДЗОТ. Костяк управления составили офицеры и курсанты военно-инженерных училищ, а также специалисты-строители из Ленинграда. Проектирование и руководство строительством на местах работ осуществляли управления начальников строительства и отдельные стройучастки. Они были созданы на базе Высшего военно-морского инженерно-строительного училища, военно-инженерного училища, а также ряда стройорганизаций.
В конце июля — августе 1941 года Военным советом фронта принимаются меры по улучшению руководства строительством на местах работ, формируются системы органов руководства военно-инженерными работами:
- Инженерное управление фронта — командующий подполковник Б. В. Бычевский, ему поручили руководство работами войск и сапёрных частей, находившихся в соприкосновении с противником[32].
- Управление строительства тыловых оборонительных рубежей (УСТОР). Его возглавил помощник командующего округом по укреплённым районам генерал-майор П. А. Зайцев.

Общее руководство всем сложным комплексом оборонительного строительства, координацией работы Инженерного и Строительного управлений фронта, включая привлечение материальных и трудовых ресурсов Ленинграда и области, осуществлял член Военного совета фронта секретарь горкома партии А. А. Кузнецов. 
Проектирование оборонительных рубежей Ленинграда было возложено на группу экспертов при начальнике инженерной
обороны Ленинграда. Группу возглавлял академик Б. Г. Галёркин. В группу экспертов вошли Б. Д. Васильев, Н. А. Кандыба, Н. И. Унгерман, С. А. Шустиков и С. С. Голушкевич.
Этим самым достигалось лучшее, чем на первом этапе, взаимодействие Инженерного и Строительного управлений фронта. Тройка становилась рабочим органом Военного совета Северного фронта по форсированию строительства на наиболее опасных участках.
С этого времени в основу деления оборонительных рубежей и организации строительства был положен секторный принцип. Всего было создано 8 секторов оборонительных работ: 5 на дальних и 3 на ближних южных и юго-западных подступах к Ленинграду. В каждом из секторов был создан штаб оборонительного строительства, определён списочный состав инженерных частей, стройорганизаций и строителей. Устанавливался порядок решения тактических вопросов между начальниками войск, комендантами и начальниками секторов оборонительных работ. Через двадцать дней военно-инженерный аппарат руководства оборонительным строительством значительно вырос и составлял почти 700 человек.

### Использование мощностей городских предприятий
27 июня 1941 года Военным советом фронта было принято постановление о прекращении строительства Ленинградского метрополитена, Верхнесвирской ГЭС, Энсо ГЭС, линии электропередачи Энсо — Ленинград и других объектов, это дало возможность направить на сооружение долговременных огневых точек наиболее квалифицированные кадры военных и гражданских строителей. К началу войны в Ленинграде имелось 75 строительных и монтажных организаций союзного и республиканского подчинения, в которых работало свыше 97 тысяч человек. Всего же с рабочими отделов капитального строительства предприятий и ремстройконтор в Ленинграде трудилось более 133 тысяч строителей. В их распоряжении были автомашины, техника, цемент, арматура и другие стройматериалы, имевшиеся на предприятиях, в учреждениях и домохозяйствах. Основными кадрами на работах, требовавших наиболее высокой квалификации, были 12 строительных батальонов численностью до 7 тысяч человек, Ленинградское окружное военно-строительное управление, строительные тресты № 16, 35, 38, 40, 53, 58, «Союзэкскавация», строительство № 5 НКПС, трест № 2 НКВД по Ленинградской области. Наиболее же сложные работы возлагались на ленинградских метростроевцев. Однако самые тяжёлые и трудоёмкие земляные работы выполнялись мобилизованными рабочими и служащими из числа гражданского населения. Ими было обеспечено 88 % всех трудовых затрат. Число строителей (без учёта инженерно-строительных частей и стройорганизаций), работавших на подступах к городу, в середине августа составляло свыше 450 000 человек. При том, что все трудовое население города на 1 августа составляло 1 453 000 человек.
Военный совет Северного фронта принял также ряд решений по материальному обеспечению инженерных мероприятий фронта, а через горком ВКП(б) на заводах были размещены заказы на изготовление противотанковых мин, колючей проволоки, бетонных блоков для огневых точек и других заградительных инженерных средств. Уже через день-два ленинградские заводы стали подавать в войска инженерные средства первой необходимости. Стали массово производиться ломы, лопаты, топоры, походные кухни, которые немедленно отправлялись на строительство оборонительных рубежей. На Ижорском, Кировском, Балтийском, Металлическом и других заводах и в мастерских изготавливались сборные броневые ДОТы, железобетонные орудийные и пулемётные броневые колпаки, противотанковые надолбы, противотанковые ежи. На заводе им. Аврова и в мастерских Древтреста изготавливались первые 100 тысяч мин в деревянных корпусах, так как быстро наладить производство металлических корпусов для мин было невозможно. Учёными Ленинграда был получен заказ из инженерного управления Ленинградского фронта на разработку 25 специальных тем. Различные виды и типы электрозаграждений, впервые разработанные и применённые на рубежах Ленинградского фронта, затем получили распространение и на других фронтах. Так, для осуществления проекта 40-километрового участка электрозаграждений Луга — Кингисепп было смонтировано 320 км высоковольтных линий и построено 25 электроподстанций. Для этого специального строительства были мобилизованы материалы и оборудование 42 заводов и предприятий Ленинграда. Группой специалистов под руководством П. Г. Котова были разработаны и изготавливались на судоремонтных предприятиях Ленинграда ДОТы из корабельной брони. Всего для обороны Ленинграда в 1941 году было изготовлено 600 таких ДОТов. При этом 11 июля ГКО принимает постановление о массовой эвакуации ленинградской промышленности; 80 заводов и 13 центральных конструкторских бюро подлежат перебазированию в города Урала и Сибири. Начинается эвакуация важнейших предприятий Ленинграда, в первую очередь заводов, фабрик и ряда важнейших научно-исследовательских институтов.

### Условия строительства и быт строителей
27 июня для жителей города и пригородных районов была введена трудовая повинность. К строительству оборонительных сооружений привлекались все трудоспособные граждане обоего пола: мужчины в возрасте от 16 до 50 лет и женщины от 16 до 45 лет, за исключением работающих на предприятиях оборонной промышленности. Время работы устанавливалось: для неработающих трудоспособных граждан — 8 часов в сутки; служащих и рабочих — 3 часа в сутки после работы, учащихся функционирующих учебных заведений — 3 часа в сутки после учёбы. Продолжительность непрерывной работы граждан, привлекаемых к трудовой повинности, устанавливалась не более 7 дней, с перерывом после этого не менее 4 дней. Несмотря на это, многие выезжающие на работы участвовали в строительстве более 7 дней, пока весь объём работ на их участке не был выполнен.

Силами местных предприятий и учреждений для работающих на Лужском рубеже организовывались полевые бани и душевые. Посильная помощь поступала и от местных жителей. Именно они в первые дни оказывали помощь продуктами, выпекали хлеб. Строительные отряды подвергались ежедневным бомбёжкам, немецкие лётчики обстреливали безоружных строителей из пулемётов. В августе начались артиллерийские обстрелы. От пуль, бомб и снарядов люди укрывались в только что вырытых ими траншеях и окопах. Как только самолёты улетали, строительные работы возобновлялись. 
Каждый день все новые коллективы и отряды из разных организаций города и области приступали к работе на растянувшихся рубежах фронта. Люди ехали поездами и на машинах, шли большими колоннами. Чаще всего в этом людском потоке мелькали лица весёлых неунывающих парней и девушек… вернулись в город совсем не так скоро, как думали. К тому же не на машинах, а пешком. И вернулись далеко не все. В пути оставляли иногда могилки подруг, погибших от бомбежек и пулемётного огня с самолётов…Б. В. Бычевский
| огневые точки всех типов    | 699 шт.   |
| противотанковые препятствия | 398 км.   |
| надолбы                     | 14739 шт. |
| завалы                      | 67 км     |

Сложилась такая практика, когда сооружение первой линии обороны осуществляли военнослужащие, а вторую и последующие строили мобилизованные рабочие, служащие, студенты и школьники старших классов. К середине июля уже свыше 200 тысяч человек рыли траншеи, ходы сообщения, стрелковые и пулемётные окопы, противотанковые рвы, строили ДОТы, ДЗОТы, командные, наблюдательные и санитарные пункты, устраивали лесные завалы и противотанковые надолбы.

Основной организационной формой отправки ленинградцев «на окопы» стали «эшелоны». Их формировали предприятия или группы заводов, фабрик, артелей и мастерских. На их руководителей возлагалась основная ответственность за экипировку людей, организацию труда, обеспечение инвентарём и спецодеждой. Во главе эшелона стояли его начальник и комиссар. По прибытии на место назначения руководители эшелона получали от военного командования конкретное задание на возведение соответствующего укрепления. В свою очередь эшелоны подразделялись на сотни, бригады и звенья. Каждому работнику устанавливалась ежедневная норма выработки. На земляных работах она составляла 3 м³.
Жили в домах, банях, на сеновалах, на чердаках. Работали по 10 часов… Вечером мылись в речке и, хотя усталые, читали оперативную сводку, газеты. Обсуждали настоящее и будущее — победа все равно наша, но сколько людей погибнет, а у некоторых уже погибли сыновья и мужья… Ложились спать поздно, долго разговаривали о Ленинграде.
На Лужском рубеже был создан специальный отряд, который состоял из добровольцев — физически крепких, опытных военных строителей. Он предназначался для оперативного возведения огневых сооружений в местах простреливаемой противником зоны строительства. Чтобы хоть как-то обезопасить себя от осколков и пуль, приходилось выставлять металлические щиты, создавать временные навалы из брёвен. Командование перебрасывало отряд с одного участка на другой. Практически ни одно из заданий не обходилось без потерь. За героические действия шесть строителей были награждены орденом Красной Звезды, остальные члены отряда — боевыми медалями.
С 28 июля стала выходить ежедневная газета «Ленинградская правда на оборонной стройке», в которой освещалась жизнь строителей оборонительных рубежей, распространялся ценный опыт отдельных бригад и участков.

### Предполье
Помимо строительства оборонительного рубежа инженерные части и подразделения действовали в отрядах заграждения, которые были созданы командованием Северного фронта с целью выиграть время на подготовку обороны на Лужском рубеже и направлены главным образом на шоссе Луга — Псков (ныне Р23 М20 трасса Псков). На гдовском направлении 25—27 июня начали работу отряды заграждения из 191-й стрелковой дивизии. На рубеже реки Плюсса началось минирование предполья лужской позиции сапёрами 106-го отдельного мотоинженерного батальона, курсантами Ленинградского инженерного училища и понтонёрами 42-го понтонно-мостового батальона. Поскольку к этому времени войска в предполье ещё не прибыли, минирование, разрушение дорог и сооружений проводилось без учёта конкретных требований войск и привязки к предстоящим боевым действиям.

## Силы сторон

### Группа армий «Север»
На 22 июня ГА «Север», противостоящая Прибалтийскому военному округу, насчитывала в составе трёх армий:
- 16-й армии под командованием генерал-полковника Буша
- 18-й армии под командованием генерал-полковника фон Кюхлера
- 4-я танковая группа под командованием генерал-полковника Гёпнера

29 дивизий, в том числе 20 пехотных, 3 танковые, 3 моторизованные и 3 охранные, с воздуха осуществлял поддержку 1-й воздушный флот Германии под командованием генерал-полковника Келлера, насчитывавший в своём составе 430 боевых самолётов, в том числе 270 бомбардировщиков и 110 истребителей. В него входили: 1-й авиакорпус (1-я, 76-я и 77-я бомбардировочные эскадры, имеющие на вооружении самолёты Ju 87, Ju 88, Не 111); 54-я истребительная эскадра (Bf 109, Bf 110); группа 53-й истребительной эскадры; две разведывательные эскадрильи (50 самолётов). Для усиления группы армий «Север» из резерва Главного командования вермахта были выделены дополнительные силы, включавшие: 5 батарей самоходных артиллерийских установок; 6 пушечных дивизионов 105-мм орудий; 2 пушечных дивизиона 150-мм орудий; 11 дивизионов тяжёлых полевых гаубиц; 2 смешанных артиллерийских дивизиона; 4 мортирных дивизиона 210-мм орудий; 7 зенитных батарей; 2 железнодорожные батареи; 3 бронепоезда и другие части и подразделения. Всего в составе ГА «Север» насчитывалось: 655 000 человек, 7673 — орудий и миномётов, 679 — танков и штурмовых орудий, 430 — боевых самолётов.
Уровень подготовки немецких войск был очень высок. Штабы групп армий, а также дивизий и корпусов имели хорошую оперативную подготовку, и были полностью готовы к управлению частями в ходе намечавшихся боевых действий. Командование группы армий «Север», 16-й и 18-й полевых армий, 4-й танковой группы, корпусов и дивизий имело богатый боевой опыт, полученный на полях сражений Первой мировой войны и в боевых действиях в странах Западной Европы.
По сведениям немецкого командования, за три недели боёв общие потери трёх соединений составили около 30 тысяч человек. Потери техники были несколько меньшими и составляли около 5 %. Таким образом, к середине июля вермахту удалось сохранить костяк своих боевых подразделений, с которыми они вступили в войну с СССР.
| Соединение          | Убитые | Раненые | Пропавшие без вести |
| ------------------- | ------ | ------- | ------------------- |
| 16-я полевая армия  | 1595   | 6378    | 287                 |
| 18-я полевая армия  | 2278   | 6079    | 719                 |
| 4-я танковая группа | 2532   | 8732    | 505                 |
| Итого:              | 6405   | 21 189  | 1511                |

Считая, что отошедшие в Эстонию войска 8-й армии окончательно разбиты и деморализованы, немецкое командование для захвата Таллина направило только 2 пехотные дивизии (61-ю и 217-ю), из состава 18-й армии фон Кюхлера. Однако расчёты немецкого командования быстро сломить сопротивление советских войск не оправдались. Для скорого захвата Таллина — главной военно-морской базы Краснознамённого Балтийского флота — сил у него оказалось недостаточно. В боях немецкие части несли большие потери, и силы их непрерывно таяли. Так, например, по показаниям пленных, в ротах 217-й пехотной дивизии к середине июля оставалось по 15—20 человек. В результате немецкое командование было вынуждено срочно перебросить на этот рубеж ещё 3 пехотных дивизии, предназначенных для действий на главном ленинградском направлении. 30 июля 1941 года Гитлер подписал директиву ОКВ № 34, в которой группе армий «Север» было приказано продолжить наступление на Ленинград, окружить его и установить связь с финской армией. Группе армий «Центр» — перейти к обороне. Указанные выше задачи для группы армий «Север» подтверждены и в «дополнениях к директиве № 34 от 12 августа 1941 г.». Таким образом, новым моментом стало то, что наряду с прямым наступлением на Ленинград войска группы армий «Север» должны были окружить город с юго-востока и востока, заняв проход между озёрами Ильмень и Ладожским. Чтобы выполнить последнюю задачу, в августе из группы армий «Центр» в 16-ю армию передавался 39-й моторизованный корпус генерал-полковника Шмидта.

### Лужская оперативная группа
Противником группы армий «Север» были войска северо-западного направления К. Е. Ворошилова, объединявшиеся на направлении грядущего немецкого наступления управлениями Северного фронта генерал-лейтенанта М. М. Попова и Северо-Западного фронта генерал-майора П. П. Собенникова. Первоначально Северный фронт предназначался для управления войсками, действующими в Заполярье и в Карелии. Однако развитие обстановки на фронте вынудило командование привлечь Северный фронт для обороны Ленинграда с юго-запада, а также начать переброску с Карельского перешейка на Лужское направление 10-го механизированного корпуса (без 198-й моторизованной дивизии), 237-й и 70-й стрелковых дивизий. Однако Директивой СГК № 00260 от 9.07.41 приказывалось командующему Северным фронтом немедленно передать в подчинение командующего Северо-Западным фронтом 70-ю, 177-ю стрелковые дивизии и одну танковую дивизию (из состава 10-го механизированного корпуса), которые 14 июля должны были нанести контрудар, по наступающему в направлении Новгорода 56-му механизированному корпусу Манштейна. В итоге из состава 10-го механизированного корпуса на Лужском рубеже действовала только 24-я танковая дивизия, в которой на 10-е июля имелось в наличии 118 танков БТ-2 и БТ-5, 44 бронемашины БА-10 и БА-20, только 13-го июля в 24-й танковой дивизии появилось 3 танка КВ.
5 июля, для руководства подготовкой флота к обороне города был сформирован штаб Морской обороны Ленинграда и Озёрного района, командующий — контр-адмирал Ф. И. Челпанов. Начали формироваться Онежская, Чудская, Ильменская и Ладожская военные флотилии, бригады морской пехоты, отряды моряков, начато строительство дополнительных береговых батарей. Кроме того, 6 июля на юго-запад от Ленинграда Северным фронтом были выдвинуты:
- 191-я стрелковая дивизия, которая развернулась по восточному берегу реки Нарва;
- 177-я стрелковая дивизия, занявшая оборону в районе города Луга;
- Ленинградское пехотное училище им. С. М. Кирова (2000 чел.), занявшее Кингисепп;
- Ленинградское стрелково-пулемётное училище (1900 чел.), сосредоточившееся в городе Нарва;
- 1-я отдельная горнострелковая бригада (5800 чел.), отмобилизованная в Ленинграде и также направлявшаяся под Лугу.
- в Ленинграде с 29 июня 1941 года формировались 3 дивизии народного ополчения по 10 тысяч человек каждая.

Для управления войсками на лужском рубеже приказом № 26 от 6 июля 1941 года штабом Северного фронта была образована Лужская оперативная группа (ЛОГ), получившая задачу не допустить прорыва противника на северо-востоке в направлении Ленинграда. Командование группой возложено на генерал-лейтенанта Константина Павловича Пядышева.

## Боевые действия
9 июля, после захвата Пскова, танковые и моторизованные соединения немецких войск не стали дожидаться подхода главных сил 16-й и 18-й армий, а возобновили наступление: 41-м моторизованным корпусом генерала Райнхардта на Лугу, а 56-м моторизованным корпусом — генерала Манштейна на Новгород.
Оборону на лужской позиции успели занять 191-я и 177-я стрелковые дивизии, 1-я дивизия народного ополчения, 1-я отдельная горнострелковая бригада, курсанты Ленинградского Краснознамённого пехотного училища имени С. М. Кирова и Ленинградского стрелково-пулемётного училища. В резерве находилась 24-я танковая дивизия, а к линии фронта выдвигалась 2-я дивизия народного ополчения. Соединения и части оборонялись на широком фронте. Между ними имелись промежутки в 20—25 км, не занятые войсками. Некоторые важные направления, например кингисеппское, оказались неприкрытыми. 106-й инженерный и 42-й понтонный батальоны установили противотанковые минные поля в зоне предполья. На лужской позиции ещё велись интенсивные работы, строительство рубежа было ещё далеко от завершения. В работах участвовали десятки тысяч ленинградцев и местное население.

### Попытка взять Лугу с ходу
10 июля две танковые, моторизованная и пехотная дивизии 41-го моторизованного корпуса при поддержке авиации нанесли удар севернее Пскова по частям 118-й стрелковой дивизии. Вынудив её отойти к Гдову, они устремились на Лугу. 90-я и 111-я стрелковые дивизии под натиском превосходящих сил врага с боями отходили. Через день немцы достигли реки Плюсса у одноимённого посёлка и завязали бой с войсками прикрытия Лужской оперативной группы. К этому моменту рубеж в районе Луги и в предполье успела занять 177-я стрелковая дивизия под командованием полковника А. Ф. Машошина. Немецкие дивизии натолкнулись на упорное сопротивление. Важные населённые пункты и узлы сопротивления по нескольку раз переходили из рук в руки. 13 июля противнику удалось вклиниться в полосу обеспечения, но утром следующего дня передовые отряды 177-й стрелковой и части 24-й танковой дивизий, поддержанные мощным огнём артиллерии, выбили его из предполья и вновь заняли позиции по реке Плюсса. Большую роль в отражении натиска танков противника сыграла артиллерийская группа полковника Г. Ф. Одинцова. Одна гаубичная батарея старшего лейтенанта А. В. Яковлева уничтожила 10 танков врага. Немецкие войска на Лужском направлении были остановлены.
13 июля Главнокомандование Северо-Западного направления решило реорганизовать управление войсками на юго-западных подступах к Ленинграду. 8-я армия и 41-й стрелковый корпус 11-й армии из состава войск Северо-Западного фронта были переданы в состав Северного фронта, и получили задачу не допустить прорыва противника к Ленинграду. Это решение отражало реальное положение дел, так как 8-я армия и 41-й стрелковый корпус фактически уже вели боевые действия в полосе Северного фронта. Командующий Северным фронтом включил 41-й стрелковый корпус (111-я, 90-я, 235-я и 118-я стрелковые дивизии) в Лужскую оперативную группу. Остатки частей 41-го стрелкового корпуса собирали, обеспечивали обмундированием, вооружали, сводили в соединения, и направляли на усиление войск Лужской оперативной группы, 111-я стрелковая дивизия заняла полосу обороны на правом, а 235-я стрелковая дивизия на левом фланге 177-й стрелковой дивизии.

### Захват плацдармов у деревни Ивановское и Большой Сабск
Когда генерал танковых войск Г. Рейнгардт попробовал двинуть свои танки и батальоны бронетранспортёров, в сторону от дороги Псков — Луга в обходном манёвре, стремясь ударить оборонявшиеся советские части с тыла, он столкнулся с тем, что местность справа и слева от шоссе практически не подходит для действий бронетехники. Ведение широкомасштабных операций стало невозможным. Танки утратили свое главное преимущество — скорость и манёвренность. В то же время наземная и воздушная разведка 4-й танковой группы установила, что на левом фланге, в низовьях реки Луги, располагались довольно незначительные силы советских войск. И командующий 4-й танковой группой генерал-полковник Гёпнер развернул 1-ю и 6-ю танковые дивизии на север, оставив на лужском направлении 269-ю пехотную дивизию. 14 июля, пройдя форсированным маршем около 160 километров, 6-я танковая дивизия с помощью специального подразделения полка «Бранденбург» захватила неповреждёнными два моста через Лугу у деревни Ивановское.
Манёвр главных сил 4-й танковой группы с лужского на кингисеппское направление своевременно обнаружила разведка Северного фронта. При этом особо отличилась разведывательная группа В. Д. Лебедева, действовавшая в тылу противника. Она донесла об интенсивном движении немецких танков и мотоколонн от Струги Красные и Плюссы на Ляды и далее к реке Луга. За перегруппировкой немецких войск следила и авиавоздушная разведка. Командование фронта принимало срочные меры для прикрытия кингисеппского участка. Была ускорена отправка на это направление 2-й дивизии народного ополчения, сформированной из добровольцев Московского района Ленинграда и танкового батальона Ленинградских Краснознамённых бронетанковых курсов усовершенствования командного состава (ЛБТКУКС). Подоспевшая сюда 2-я ДНО атаковала противника, но сбить с плацдарма не смогла. За атакой ополчения и танкистов наблюдали Попов и Ворошилов, лично приехавшие к месту прорыва. В разгар боя Попов, чтобы лучше оценить обстановку, сам пошёл в разведку на танке Т-34, танк получил три попадания бронебойными снарядами в башню, но броня выдержала и танк вышел из боя невредимым.
В тот же день, 14 июля, усиленный моторизованный батальон из состава 1-й танковой дивизии вышел к реке Луга у Большого Сабска, и к 22 часам создал плацдарм на восточном берегу. Несколько дней, вплоть до 17 июля, продолжался ожесточённый бой отряда курсантов Ленинградского пехотного училища имени С. М. Кирова с частями 1-й танковой дивизии противника. Благодаря своевременно подготовленной системе зигзагообразных траншей в полный рост курсанты стойко держались. Значительную помощь обороняющимся войскам оказали береговые батареи, которые своим огнём уничтожали скопления немецкой пехоты, разрушали переправы, наносили удары по танковым и механизированным частям и артиллерийским батареям. В дальнейшем генерал Рейнгардт, оставив заслоны у Большого Сабска, стал концентрировать силы 41-го моторизованного корпуса на плацдарме у деревни Ивановское, чтобы прорваться к шоссе Кингисепп — Красное Село, и по нему — к Ленинграду.

### Контрудар советских войск под Сольцами
С целью разгрома частей 56-го моторизованного корпуса, прорвавшихся в район юго-западнее Шимска, командующий Северо-Западным фронтом своей директивой № 012 от 13 июля 1941 года приказал войскам 11-й армии генерала В. И. Морозова, осуществить контрудар и восстановить положение в районе города Сольцы. 14 июля часть соединений Северо-Западного фронта (включая три дивизии, переданные из Северного фронта) наносят контрудар по 56-му моторизованному корпусу генерала Манштейна с севера. С юга на Ситню наступали части 183-й стрелковой дивизии 27-й армии. С воздуха наступающие соединения поддерживали четыре авиационные дивизии Северо-Западного и Северного фронтов. Замысел командующего 11-й армией состоял в том, чтобы ударом по сходящимся направлениям во фланг и тыл противника окружить его войска, рассечь и уничтожить их. В четырёхдневных боях 8-я танковая дивизия была разгромлена, хотя ей и удалось вырваться из окружения, но для восстановления её боеспособности потребовался целый месяц. Части 56-го моторизованного корпуса были отброшены на 40 км к западу. Большие потери понесли тылы корпуса. Германское командование, напуганное контрударом советских войск, 19 июля приказало прекратить наступление на Ленинград и возобновить его только после того, как к Луге подойдут основные силы 18-й армии. Контрудар 11-й армии Северо-Западного фронта временно устранил угрозу прорыва немецких войск к Новгороду. Однако, советские войска тоже понесли большие потери и 19 июля перешли к обороне, а к 27 июля, с боями отступили на подготовленные позиции Лужского рубежа. Но локальная победа имела и обратную сторону. Бросая в бой свежие соединения, маршал К. Е. Ворошилов одновременно лишил себя единственного боеспособного резерва.

### Организационные и боевые действия в конце июля — начале августа
21 июля 1941 года генерал-лейтенанту К. П. Пядышеву было предъявлено постановление на арест. В нём говорилось, что он подозревается в преступной деятельности, предусмотренной ст. 58-10, ч. 1 УК РСФСР. 17 сентября осуждён на 10 лет лишения свободы. Его признали виновным в том, что он: 
в 1937 году, среди своих знакомых, а в 1940 году в письмах к своей жене допускал антисоветские суждения, направленные против отдельных мероприятий ВКП(б) и советского правительства.
Пядышев виновным себя не признал.
Постепенно насыщавшаяся войсками Лужская оперативная группа, оперативной директивой № 3049 штаба Северного фронта от 23 июля 1941 года была разделена на Кингисеппский, Лужский и Восточный сектора (с 29 июля — участки) обороны, штаб Лужской оперативной группы расформировывался, а его офицеры и генералы направлялись на укомплектование штабов участков, с непосредственным их подчинением штабу Северного фронта.
| Участок обороны | Командующий    | Подразделения |
| --------------- | -------------- | --- |
| Кингисеппский   | В. В. Семашко  | 90-я сд, 118-я сд, 191-я сд, 2-я и 4-я ДНО, 1-я тд, Ленинградское пехотное училище, части береговой обороны Балтийского флота |
| Лужский         | А. Н. Астанин  | 111-я сд, 177-я сд, 235-я сд, 24-я тд                                                                                         |
| Восточный       | Ф. Н. Стариков | 70-я сд, 237-я сд, 128-я сд, 21-я тд, 1-я ДНО, 1-я горно-стрелковая бригада                                                   |

31 июля Восточный участок был преобразован в Новгородскую армейскую оперативную группу, которая в начале августа подчинялась Северо-Западному фронту. Директивой Генерального штаба от 4 августа Новгородская армейская оперативная группа была преобразована в 48-ю армию, которую возглавил генерал-лейтенант С. Д. Акимов.
Для исключения возможности десанта в обход оборонительных позиций, 28 июля на озере Ильмень из судов речного пароходства была создана Ильменская флотилия. Командующий — капитан 3-го ранга В. М. Древницкий. Приказом командующего фронтом № 0278 флотилия была подчинена 48-й армии. Её корабли несли сторожевую службу с целью не допустить прорыва противника на новгородском и старорусском направлениях, участвовали в высадке тактических десантов. С 14 августа флотилия прикрывала артиллерийским огнём отход войск и эвакуацию населения из Новгорода, а затем действовала на реке Волхов.
Успешные оборонительные бои в июле 1941 года на Солецком и Шимском направлении вселили некоторый оптимизм в командование Северо-Западного направления. Под Старой Руссой готовился контрудар во фланг наступающей группе армий «Север», а на Лужском оборонительном рубеже закрепившиеся части должны были прочно удерживать занимаемые позиции и не допустить дальнейшего продвижения нацистских войск на Ленинград. Несмотря на значительное усиление Лужского рубежа стрелковыми и танковыми подразделениями, плотность советских войск оставалась достаточно низкой. Например, 177-я стрелковая дивизия Лужского участка обороны, прикрывая важнейшее направление на город Лугу и имея перед собой три дивизии противника, занимала оборону на фронте 22 км. Точно такой же фронт обороняла и 111-я стрелковая дивизия этого же участка обороны. Даже труднопроходимая местность не компенсировала растянутости войск по фронту и их одно-эшелонное расположение соединений.
В конце июля в штабе 24-й танковой дивизии был подготовлен документ, обобщивший опыт первого месяца войны, в том числе характеризующий действия немецких войск:

1. Противник боевые действия ведёт преимущественно днём.
2. Мотомехчасти располагаются главным образом в населённых пунктах.
3. Противник ведёт постоянную воздушную разведку.
4. При неудачной попытке атаковать с хода немедленно переходит к артиллерийской и минометной подготовке на узком участке, стараясь овладеть дорогой или уходит назад для поисков слабых мест.
5. Где отпор, туда противник не идёт.
6. Тылы не закрепляет.
7. Сплошного фронта не имеет, а группируется по направлениям.
8. Если подбит танк, немедленно переходит в контратаку для захвата.
9. Противник двигается смело (солдаты пьяные) до тех пор, пока нет организованного огня и решительности.
10. Старается влиять морально на войска, углубляясь в тыл по дорогам.
11. Авиация противника в основном бомбит дороги и мосты, применяет бомбы от 5 до 500 кг.
12. Наблюдается большой недостаток в хлебе, германский хлеб спечён из суррогатов, солдаты грабят население.
13. При отходе немедленно минирует дороги и прилегающую к ним местность.

Большое влияние на исход борьбы советских войск в июле на ленинградском направлении оказала Смоленская оборонительная операция войск Западного фронта. Остановив в конце июля восточнее Смоленска группу армий «Центр», войска Западного фронта лишили противника возможности осуществить планировавшийся им удар 3-й танковой группы из района севернее Смоленска по флангу и тылу войск Северо-Западного фронта.
Неожиданно образовавшуюся паузу каждая из сторон стремилась максимально использовать. В то время как немцы разрабатывали план возобновления наступления на Ленинград, советское командование укрепляло оборону города. Конечно, и в ставке Гитлера, и в штабе группы армий «Север» понимали, что чем быстрее их войска возобновят наступление, тем меньше будет времени у русских на укрепление обороны. Тем не менее сроки начала наступления откладывались шесть раз, главным образом из-за трудностей в снабжении и в осуществлении перегруппировок, а также из-за разногласий по поводу дальнейших действий.
Немецкое командование к 8 августа произвело перегруппировку своих войск и создало три ударные группировки:
| Ударная группировка  | Командующий       | Подразделения | Направление удара                                                                                  |
| -------------------- | ----------------- | --- | -------------------------------------------------------------------------------------------------- |
| Северная («Север»)   | Эрих Гёпнер       | 41-й моторизованный корпус (1-я, 6-я и 8-я танковые дивизии, 36-я моторизованная дивизия, 1-я пехотная дивизия) 38-й армейский корпус (58-я пехотная дивизия) 1-й авиационный корпус                                                    | с плацдармов Ивановское и Сабск через Копорское плато в направлении Ленинграда                     |
| Центральная («Луга») | Эрих фон Манштейн | 56-й моторизованный корпус (3-я моторизованная дивизия, 269-я пехотная дивизия, пехотная дивизия СС «Полицай») | вдоль шоссе Луга — Ленинград в направлении Ленинграда                                              |
| Южная («Шимск»)      | Эрнст Буш         | 1-й армейский корпус (11-я, 22-я пехотные дивизии и часть 126-й пехотной дивизии) 28-й армейский корпус (121-я, 122-я пехотные дивизии, моторизованная дивизия СС «Тотенкопф» и 96-я пехотная дивизия в резерве) 8-й авиационный корпус | на новгородско-чудовском направлении, обойти Ленинград с востока и соединиться с финскими войсками |

К началу августа группа армий «Север» потеряла 42 тыс. человек, а пополнение получила всего 14 тыс. человек. Ещё в середине июля командование группы армий «Север» пришло к выводу, что сопротивление противника и недостаток собственных сил не позволят овладеть Ленинградом сходу. Эта задача может быть решена только путём последовательного разгрома русских сил. В директиве ОКВ № 33 от 19 июля говорилось: 
Продвижение в направлении Ленинграда возобновить лишь после того, как 18-я армия войдет в соприкосновение с 4-й танковой группой, а её восточный фланг будет обеспечен силами 16-й армии.
16-я армия смогла бы прикрыть правый фланг 4-й танковой группы лишь после того, как завершит разгром окружённых советских соединений под Невелем или отбросит их на восток. По мнению генерал-фельдмаршала фон Лееба, наступление следовало отложить до 25 июля. Это вовсе не устраивало Гитлера, который стремился как можно скорее покончить с Ленинградом, и 21 июля фюрер прилетел в штаб-квартиру Лееба, немецкий генерал изложил Гитлеру свои соображения: до подхода достаточных сил пехоты танковая группа Гёпнера вряд ли может рассчитывать на успех.
В итоге, немецким командованием было решено взломать советскую оборону на флангах, на лужском направлении было оставлено минимум сил для сковывания советских войск. Основная идея немецкого наступления на Ленинград заключалась в окружении и уничтожении его защитников на дальних подступах к городу. Отсекая от укреплений непосредственно под Ленинградом лужскую группировку советских войск, группа армий «Север» открывала себе возможность беспрепятственного продвижения, как на сам Ленинград, так и в обход города на соединение с финской армией на реке Свирь.

### Прорыв рубежа под Кингисеппом
Фортификационные сооружения. Кингисеппский укреплённый район (№ 21).
Северную группировку генерала Эриха Гёпнера можно условно назвать «танковой», так как именно здесь были сосредоточены все танковые дивизии группы армий «Север». Эти дивизии должны были «вскрыть» плацдармы на реке Луге, используя прежде всего свои ударные, а не манёвренные качества. Время перехода в наступление группы армий «Север» в связи с транспортными проблемами в 16-й армии откладывалось пять раз с 22 июля до 6 августа. Когда наступил последний назначенный срок — 8 августа 1941 г., — погода ухудшилась, полил дождь, и ни один самолёт не мог подняться в воздух. Немецкие войска оказались лишены запланированной мощной авиационной поддержки. Однако Гёпнер энергично возражал против дальнейшего смещения сроков начала операции, и наступление 4-й танковой группы с плацдармов на реке Луге у деревни Ивановское и Большой Сабск началось без поддержки с воздуха. Атака натолкнулась на сильное сопротивление советских войск, поддержанное артиллерией. Три дня части 90-й стрелковой дивизии, подразделения 2-й дивизии народного ополчения и остатки отряда курсантов Ленинградского пехотного училища сдерживали натиск 4-й танковой группы Гёпнера. Граф Иоганн Адольф фон Кильмансегг — начальник оперативного отдела штаба 6-й танковой дивизии называл следующие причины неудачного наступления:
1. Прочность вновь оборудованных русских позиций, масштаб которых оказался для нас неожиданным и неизвестным, причём основной их район лежал в полосе наступления дивизии. Несколько противотанковых рвов, заграждения всех видов, бесчисленные мины, ДОТы из толстых бревен или из бетона, часто вооружённые мелкокалиберными автоматическими пушками, связанные друг с другом колючей проволокой, превратили эту линию в заболоченном лесу в усиленную позицию вроде так называемой «линии Сталина». Эти позиции создавались все-таки с начала войны, как нам позже рассказали местные жители.
2. Неприятель полностью осознавал значение этой схватки. Дивизии противостояли войска, составленные отчасти из ленинградских гражданских лиц, которые компенсировали недостаточную обученность ещё большим ожесточением.

3. Причину тактической неудачи наступления дивизии 8 августа следует искать, в первую очередь, в том, что, как было установлено впоследствии, противник в этот самый день в послеполуденные часы намеревался провести мощное наступление на участке дивизии. В ночь с 7 на 8 августа противник был специально усилен артиллерией и пехотой и предпринял перегруппировку, о которой командование дивизии утром 8 августа ещё не смогло узнать. Поэтому боевое применение дивизии уже не соответствовало в полной мере сложившемуся положению дел. Главный удар пришелся против главного удара. Шок от полученного отпора и от немалых потерь был чувствительным.
Наступление было проведено повторно 11 августа, к 11 часам, в местности, покрытой лесом и ельником, немецким войскам удалось найти слабое место в советской обороне, через которое затем уже прорвались и танки. Под сильным давлением превосходящих сил противника защитники этого участка Кингисеппского сектора стали отходить на восток и на север. После прорыва в глубину 1-я и 6-я танковые дивизии встали фронтом на восток для образования внутреннего фронта окружения советских войск под Лугой, а 1-я пехотная и 36-я моторизованная дивизии — внешнего фронта окружения. Три дня боёв стоили наступавшим 1600 человек убитых. В бой с плацдарма у Большого Сабска также была введена 8-я танковая дивизия. 14 августа дивизии 41-го моторизованного корпуса преодолели лесной массив и вышли к дороге Красногвардейск — Кингисепп. Таким образом, к исходу 14 августа Лужский рубеж на Кингисеппском участке был прорван — по оценкам обеих сторон. 16 августа немецкие части занимают Кингисепп и Нарву; части 11-го стрелкового корпуса 8-й армии оставляют Эстонию и переходят на правый берег реки Нарвы. Большую помощь обороняющимся войскам оказывали действовавшие в этом районе 11, 12, 18 и 19-я отдельные железнодорожные батареи калибра 180—356 мм. 21 августа 356-мм батарея своим огнём уничтожила немецкую переправу через реку Луга в районе Поречья. 22 августа немецкие войска вышли на дальность стрельбы береговых батарей, и они открыли огонь, поддерживая войска 8-й армии. Во время ожесточённых боёв за Кингисепп 8-я армия лишилась всех своих полковых и батальонных командиров, а также их штабов.

### Бои под Лугой
Линия фронта на подступах к городу Луге по своей форме напоминала подкову — советские войска занимали дугообразный выступ с Лугой в центре. Группа «Луга» была сковывающим центром немецкого наступления. Здесь 56-й моторизованный корпус (269-я пехотная дивизия, дивизия СС «Полицай» и 3-я моторизованная дивизия) наносил сковывающий удар, имитирующий удар по кратчайшему расстоянию на Ленинград и не позволявший советскому командованию снимать войска на выручку соседним участкам обороны Лужского рубежа. Одновременно сковывание боями не давало войскам под Лугой быстро оторваться от противника и вовремя вырваться из намечающегося окружения.
10 августа части дивизии СС «Полицай», а также части 269-й пехотной дивизии начали наступление к западу от шоссе Псков — Луга. Фронтальное наступление, сначала, к успеху не привело и было сопряжено с огромными жертвами, одна только дивизия СС потеряла убитыми и ранеными 2000 человек. Командир дивизии СС «Полицай» генерал Артур Мюльферштедт, стремясь морально поддержать своих подчинённых на участке наметившегося успеха, появился на поле боя и был убит разрывом миномётной мины.
11 августа эсэсовские части пробились к населённому пункту Стояновщина. Здесь они были встречены контратаками танков 24-й танковой дивизии. Несмотря на присутствие в рядах атакующих танков КВ, контратака была отражена немцами. Лужская группировка советских войск располагала всего тремя танками КВ, их было слишком мало для использования в качестве танковых засад, так как немецкие части могли бы просто обойти закопанные танки с тыла. Расставить все три танка КВ на фронте было невозможно, между ними всё равно остались бы непростреливаемые промежутки. Поэтому единственным вариантом оставались контратаки, в которых КВ так или иначе подбивались или застревали. В итоге боёв с 10 по 14 августа советскими войсками было потеряно 2 танка КВ и 27 танков БТ.
После успешного закрепления на позициях у Стояновщины последовал удар частей СС «Полицай» в направлении шоссе, в тыл обороняющим его подразделениям. Тем самым была свёрнута советская оборона поперек шоссе и расширен прорыв. Эти бои продолжались вплоть до 19 августа. Но и после этого наступать вдоль шоссе немцы не решились. 23—24 августа немецкие войска прорвались между озёрами Большое Толони и Череменецкое (к востоку от шоссе) и вышли к реке Луге выше по течению города Луга. Это позволило атаковать город с востока и захватить его уже 24 августа. Эсэсовцами было заявлено о захвате 1937 пленных, уничтожении 53 танков, 28 орудий, 13 противотанковых пушек, сапёрный батальон дивизии СС «Полицай» снял или обезвредил 6790 мин всех типов, содержавших 46 тонн взрывчатки. Немецкие сапёры с досадой констатировали, что многие советские мины были в деревянных корпусах, что исключало их обнаружение стандартным миноискателем.

### Прорыв рубежа в районе Новгорода
Южную группировку немецких войск генерала Буша можно условно считать «пехотной». Неблагоприятные условия местности не позволяли использовать на данном направлении танки и основной удар здесь наносился шестью пехотными дивизиями. Поддержку с воздуха осуществлял 8-й авиакорпус Рихтгофена, в его составе числилось около 400 самолётов, кроме этого, корпус обладал значительным количеством зенитной артиллерии, которая активно использовалась в сражениях на земле. Непосредственно на Новгород должен был наступать 1-й армейский корпус под командованием генерала пехоты Куно-Ганса фон Бота. Ширина фронта наступления корпуса была всего 16 км. Корпус усиливался 659-й и 666-й батареями штурмовых орудий, несколькими тяжёлыми артиллерийскими дивизионами.
В отличие от Гёпнера, командующий 16-й армией генерал Буш решил не отказываться от авиационной поддержки в наступлении на Новгород. Когда вечером 7 августа погода резко ухудшилась, от наступления на следующее утро отказались, части, занявшие исходные позиции, были отведены назад. Когда погода не изменилась и на следующий день, начало наступления было вновь отложено. Наконец, 10 августа погода улучшилась и в 05:20 после авиационных и артиллерийских ударов пехота перешла в наступление, в результате боёв, в этот день, немцам удалось практически полностью вскрыть систему обороны 48-й армии и определить её слабое место — позиции горнострелковой бригады. На следующее утро, 11 августа, бои возобновились. Основной удар немцы опять нанесли на участке горнострелковой бригады.
Из-за отсутствия у советских войск зенитных средств и авиационного прикрытия, лётчики корпуса Рихтгофена безнаказанно уничтожали технику, расстреливали обороняющихся из пулемётов, свободно действуя по всему фронту. Полностью оказалась нарушена проводная связь, система управления и разрушены артиллерийские позиции. Авиация Северо-Западного фронта не смогла оказать помощи своей пехоте, за день самолёты произвели только 44 самолёто-вылета, 4 бомбардировщиками и 40 истребителями.
Совершенно незначительны успехи первого дня наступления на фронте группы армий «Север». На всех участках фронта, где не ведётся наступательных действий, войска измотаны. То, что мы сейчас предпринимаем, является последней и в то же время сомнительной попыткой предотвратить переход к позиционной войне. Командование обладает крайне ограниченными средствами. Группы армий разобщены для этого между собой естественными границами (болотами). В сражение брошены наши последние силы.Франц Гальдер
Завершился прорыв обороны 48-й армии на новгородском направлении 13 августа. Решающую роль в этот день сыграл тот факт, что в руки немцев попал подробный план обороны 128-й стрелковой дивизии. На нём были обозначены минные поля, ложные позиции, артиллерийские и пулемётные гнёзда, основные узлы сопротивления и распределение сил между различными участками обороны. Командиры дивизий активно использовали своих сапёров для ликвидации обширных минных полей, за сапёрами следовали авангарды наступающих полков. Для уничтожения ДОТов использовались 88-мм зенитные орудия.
14 августа командованием 70-й и 237-й стрелковых дивизий, с учётом текущей тяжёлой ситуации (полуокружение противником, захват проходных дорог и отсутствие горючего, боеприпасов, продовольствия) было принято решение на отход и в ночь с 16 на 17 августа, скрытно, дивизии начали отходить в направлении Ленинграда. Немецкой разведке удалось обнаружить пути отхода частей. Началось преследование, в первую очередь, авиабомбежкой и артобстрелом. 19 августа, во время артобстрела, погиб исполняющий обязанности командира 237-й дивизии полковник В. Я. Тишинский. Командир 70-й дивизии генерал-майор А. Е. Федюнин умер от ран (по другим данным застрелился) в окружении 21 августа. Вышедшая мелкими группами из окружения 70-я дивизия насчитывала на 25 августа 3197 человек, а 237-я дивизия на 29 августа 2259 человек.
Утром 15 августа немцами была предпринята попытка с ходу овладеть Новгородом, но она потерпела неудачу. На Новгород обрушились пикировщики 8-го авиакорпуса. Позднее в отчётных документах немецкое командование признавало ключевую роль авиации в штурме Новгорода. На следующий день над новгородским кремлем развевался немецкий флаг. Однако сражение за город на этом не закончилось, за его восточную часть до 19 августа продолжали сражаться остатки 28-й танковой дивизии полковника И. Д. Черняховского и 1-й горнострелковой бригады.
Пока шли бои за Новгород, 1-й армейский корпус продвигался к Чудово. 11-я пехотная дивизия заняла оборону на Волхове с целью защиты правого фланга корпуса, а боевая группа 21-й пехотной дивизии 20 августа захватила Чудово, перерезав Октябрьскую железную дорогу. На следующий день частями 1-го армейского корпуса было отбито несколько советских контратак. Первая задача немецкого наступления на этом направлении была выполнена. Таким образом, 20—22 августа противник передовыми частями вышел на ближние подступы к Ленинграду и вступил в боевое соприкосновение с частями Красногвардейского УРа. После этого 1-й и 28-й корпуса 16-й армии наступают на Ленинград, а соединения 39-го моторизованного корпуса наступают в направлении Ладожского озера, чтобы там соединиться с финскими войсками. Быстро продвигаясь по шоссе Москва — Ленинград, противник 25 августа занимает город Любань, а 29 августа выходит на ближние подступы Ленинграда в районе Слуцк — Колпино (26 километров от Ленинграда). Так немецкие войска вышли к городу с направления, с которого их менее всего могли ожидать.

### Контрудар советских войск под Старой Руссой
В эти дни Ставка ВГК, чтобы помочь войскам Северного фронта, директивно приказывает начать наступление в направлении на Морино (железнодорожная станция на участке Старая Русса—Дно) силами выделенной из резерва Ставки 34-й армии и левого крыла 11-й армии. 12 августа указанные объединения перешли в наступление и отбросили противника на 40 километров. 15 августа 3 немецкие пехотные дивизии 10-го армейского корпуса оказались окружены под Старой Руссой. Чтобы остановить наступление Северо-Западного фронта и ликвидировать результаты их продвижения, командование группы армий «Север» срочно снимает с лужского направления две моторизованные дивизии из состава 56-го корпуса 3-ю моторизованную дивизию и моторизованную дивизию СС «Тотенкопф», а также 8-й авиакорпус и перебрасывает их на помощь 10-му армейскому корпусу 16-й армии. При этом 8-я танковая дивизия остаётся в составе 41-го моторизованного корпуса и участвует в наступлении на Кингисеппский сектор. К исходу 20 августа наступление было остановлено, 34-я армия оказалась скованной на всём фронте.
К 25 августа 34-я и 11-я армии были оттеснены на линию реки Ловать. Наступление закончилось. Немцами было заявлено о захвате 18 тыс. пленных, захвате или уничтожении 20 танков, 300 орудий и миномётов, 36 зенитных орудий, 700 автомашин. Здесь же немцами была впервые захвачена пусковая установка РС («катюша»). Несмотря на то, что наступающие понесли большие потери и в конце концов были отброшены в исходное положение, немецкое командование изменило свою оценку в отношении советских войск южнее озера Ильмень. Контрудар 34-й армии сыграл важнейшую роль в начальной фазе сражения за Ленинград. Этим ударом были оттянуты от Лужского рубежа подвижные соединения танковых групп вермахта. Были лишены эшелона развития успеха в лице моторизованных дивизий как группа «Луга», так и группа «Шимск», нацеленные на Лужский рубеж. В условиях крайне жёстких сроков, в рамках которых было возможно использование подвижных соединений в группе армий «Север» до их рокировки в сентябре 1941 г. на московское направление, даже минимальные задержки давали переход из количества в качество. С этой точки зрения роль контрудара под Старой Руссой в сражении за Ленинград трудно переоценить.

### Окружение Лужской группы войск
24 августа войска Лужской оперативной группы (с 25 августа Южная оперативная группа) генерала А. Н. Астанина получили боевой приказ № 102 штаба Северного фронта: оставив прикрытие на реке Луга, перегруппироваться, и уничтожить немецкие части, прорвавшиеся южнее Красногвардейского укреплённого района. В этот же день советские войска оставили город Лугу. 28 августа все пути снабжения были перерезаны, окружённые части испытывали острую нужду в боеприпасах, горючем и продовольствии. В «котле» оказались части 41-го стрелкового корпуса: 70, 90, 111, 177-я и 235-я стрелковые дивизии, 1-я и 3-я ДНО, 24-я танковая дивизия, всего около 43-х тысяч человек. В войсках находилось большое количество раненых: до двух тысяч, из них около 500 тяжелораненых. Астанин получил распоряжение: материальную часть — уничтожить или закопать, а войскам выходить из окружения мелкими группами, по заданным направлениям. Это распоряжение Астаниным было выполнено. Попытки прорыва из окружения в северном направлении успехов не принесли. 30 августа было принято решение разделиться на несколько групп и выходить на соединение с войсками Северного фронта под Ленинградом в районах Кириши и Погостье. Отряды возглавили командиры соединений и временных объединений — генерал А. Н. Астанин, полковники: А. Ф. Машошин (командир 177-й стрелковой дивизии), А. Г. Родин (заместитель командира 24-й танковой дивизии, фактически возглавлял 1-ю ДНО), С. В. Рогинский (командир 11-й стрелковой дивизии) и Г. Ф. Одинцов. Пробивавшиеся из «котла» части постепенно вливались в состав защитников Ленинграда.
Командованием фронта была предпринята попытка организовать снабжение окружённой группировки по воздуху. Согласно заявке штаба группы Астанина от 4 сентября 1941 г., было затребовано 10 тонн сухарей, 3 тонны концентратов, 20 тонн бензина, 4 тонны дизтоплива, 1600 снарядов 76-мм и 400 122-мм, а также некоторые другие позиции — соль, автол и др. Переброска осуществлялась днём 5 сентября 1941 г. шестью самолётами Р-5 и одним «Дугласом». Однако быстро выяснилось, что противник патрулирует район окружения истребителями. Из семи самолётов не вернулось пять, включая «Дуглас». До 11 сентября доставили едва ли половину из запрошенного: 5,3 тонны сухарей, 1 тонну концентратов, 5,2 тонны бензина, 2,2 тонны дизтоплива, 450 выстрелов калибра 76 мм. Выстрелы 122-мм не доставлялись вовсе, сверх заявки были доставлены медикаменты и шанцевый инструмент. Возможности советских ВВС по снабжению «котлов» по воздуху в 1941 году, были достаточно скромными. С 8 сентября связь Ленинграда с большой землёй была прервана, осталось только сообщение по Ладожскому озеру и по воздуху. Транспортная авиация была задействована на снабжении самого Ленинграда, возможно, в иных условиях снабжение группы Астанина стало бы более результативным.
Окружённые советские войска продолжали вести напряжённые бои в лесисто-болотистой местности до сентября 1941 года, от деблокирования «котла» окончательно отказались только 14—15 сентября, когда уже вовсю шли бои на ближних подступах к Ленинграду. Существование в тылу группы армий «Север» группировки советских войск отрицательно сказалось на немецком наступлении на Ленинград. Войска, сражающиеся под Лугой, до 31 августа сковывали значительные силы противника, не позволяли немецким войскам использовать кратчайшие и наиболее удобные коммуникации — железную дорогу и шоссе Псков — Ленинград. Кроме того, войска Лужского участка, занимая центральные позиции южнее Ленинграда, разъединяли войска противника на три отдельные изолированные группировки, препятствовали ему создать единый, сплошной фронт.
Из лужского «котла» выйти к своим смогли около 13 тысяч человек. По опубликованным немецким данным в плен попало 20 тысяч человек. Большая часть пленных была захвачена 8-й танковой дивизией вермахта: 7083 пленных взяли до 11 сентября (из них 1100 человек 9 сентября), и 3500 человек 14 сентября. Около 10 тысяч советских солдат погибли в боях, пытаясь выйти из окружения, небольшие группы примкнули к партизанам, либо, излечившись от ран, вышли значительно позднее. Известна также большая группа бойцов из состава 24-й танковой дивизии, которая направилась в сторону Москвы.
Для советских военнопленных немцы устроили пересыльно-фильтровочный лагерь «Дулаг-320». В основном там содержались солдаты 41-го стрелкового корпуса, защищавшего Лужский оборонительный рубеж. Среди военнопленных немцы выявляли и расстреливали комсостав, политработников и рядовых коммунистов, представителей советской власти, евреев, цыган. По свидетельству очевидцев, этот лагерь был обнесён колючей проволокой, на сторожевых вышках стояли солдаты-охранники. В 1941 году там не было не только бараков, но даже навесов. Пленные сидели прямо на земле, а потом на снегу. В лагере свирепствовали тиф и дизентерия, за сутки от болезней и голода умирали до двухсот человек. Позже возникли и другие лагеря, пленных, содержавшихся в них, выгоняли на строительство дорог, разборку руин.

## Оценка
В организации обороны на Лужском рубеже присутствовали существенные недочёты: одноэшелонное построение войск в армиях, оперативных группах и фронтах, слабые резервы, недостаточная плотность войск, равномерное распределение сил и средств по всему фронту и слабая насыщенность обороны инженерными сооружениями. Естественно, такая оборона не могла противостоять массированным ударам танковых войск, и немецким войскам удавалось прорывать советские оборонительные порядки.
При строительстве Лужского оборонительного рубежа также были допущены ошибки как тактического, так и технического характера. Тактические — незначительная плотность огневых сооружений, недостаточная глубина эшелонирования, амбразуры преимущественно фронтального действия, недостаточная маскировка сооружений. Технические — недостаточная толщина стен; габариты казематов, не везде обеспечивающие нормальные условия работы орудийного расчёта, отсутствие вентиляции; отсутствие освещения; отсутствие связи и возможности наблюдения за полем боя. Все эти ошибки делали систему обороны на ряде участков малоустойчивой.
Множество недостатков имелось на всех уровнях и участках с первого до последнего дня работ, начиная с рекогносцировки и заканчивая установкой вооружения в огневых точках, причём недостатки, имевшие место в первые дни работ, отмечались и через месяц; в результате построили далеко не всё. Даже предоставление информации о ходе работ в вышестоящие штабы было поставлено из рук вон плохо. Отсутствие общего разработанного тактического задания вызывало в воинских частях разноречивые требования к строительству огневых точек. Иногда, до абсурда доходила нехватка инструмента — например, на 2 августа в деревне Глубокая (Кингисеппский сектор) на 2500 рабочих имелось 2 топора, но в целом, рабочие были обеспечены инструментом в достаточном количестве. Известны случаи, когда из Ленинграда поступали указания о строительстве на территории, уже занятой противником. Расчёты на использование местного населения не всегда были оправданы, так как иногда население эвакуировалось ещё до начала работ. Из-за жаркого лета многие заболоченные местности пересыхали, и рубеж в этих местах требовал дополнительного усиления, что не предусматривалось в планах. Рекогносцировка и планирование строительства проводилась медленнее, чем прибывали на железнодорожные станции железобетонные и броневые сборные огневые точки и надолбы.
Некоторые из построенных сооружений так и не были использованы. Например, по западному берегу Волхова от Ладожского озера до Гостинополья были построены оборонительные сооружения, направленные фронтом на восток. Для обороны от наступающего с запада противника использовать эти сооружения было невозможно, наоборот, их мог использовать противник при выходе на рубеж Волхова, поэтому они были уничтожены по приказу генерал-майора А. М. Василевского.
В директиве Военного Совета Северо-Западного направления от 29 июля 1941 года № 013/оп также говорилось, что позиции войск на переднем крае не оборудованы окопами надлежащей глубины, блиндажами, ходами сообщений, проволочными заграждениями. Плохо выбраны и замаскированы артиллерийские, миномётные и пулемётные позиции. Минное заграждение носит случайный и непродуманный характер. Не продуманы вопросы обеспечения манёвра войск, как по фронту, так и в глубину их расположения.
Тем не менее при всех недостатках, укрепления Лужского рубежа были высоко оценены противником. В ходе боёв под Лугой немецким войскам пришлось перейти от наступательного марша непосредственно к суровым боевым действиям, на которые накладывали свой отпечаток не только особенности местности и погодные условия, но и упорное сопротивление советских войск. Немецкие солдаты отмечали искусную маскировку и мастерство в использовании особенностей местности, многочисленные и разнообразные укрепления. Считая, что лужские оборонительные сооружения строились долгие месяцы, они были вынуждены использовать все свои умения, навыки и технические средства для их преодоления. Оценили оборону Луги и немецкие специалисты по фортификации. 23 сентября 1941 года «об опыте русских по ускоренному возведению укреплений в районе Луги» генерал-инспектор сапёрных и крепостных войск вермахта Альфред Якоб докладывал начальнику Генерального штаба сухопутных войск генералу Гальдеру.
Информация о советских укреплениях и способах борьбы с ними распространялась в немецкой армии; в начале сентября в войска поступил документ об укреплениях под Лугой. В нём подробно рассматривались все типы оборонительных сооружений применённых на Лужском рубеже. Отдельно отмечалось такое новшество, как сборные ДОТы, сооружённые из больших бетонных блоков, что позволяло возводить их в короткие сроки.

## Итоги
С 10 июля, когда началось наступление на лужском направлении и до 24 августа, когда немецкие войска захватили Лугу прошло 45 суток. До 10 июля, то есть до подхода к Лужскому оборонительному рубежу, среднесуточный темп продвижения немцев составлял 26 километров в сутки; далее он упал до 5 километров в сутки, а в августе — до 2,2 километра в сутки. Задержка немецких войск позволила руководству обороной Ленинграда решить ряд первоочередных задач:
1. формирование новых воинских соединений, их обучение. Были сформированы 272-я, 281-я стрелковые и 25-я кавалерийская дивизии.
2. начиная с 29 июня, проводится создание массового народного ополчения. За короткий срок в Ленинграде в народное ополчение записались 160 тысяч человек. Было сформировано 10 дивизий, 16 отдельных пулемётно-артиллерийских батальонов, 7 партизанских полков. Часть ополченцев пополнила поредевшие ряды частей и соединений. Для проведения этой сложной и важной работы было создано управление Ленинградской армии народного ополчения под командованием генерал-майора А. И. Субботина. Уже во второй декаде июля две дивизии народного ополчения встали в ряды защитников Лужского рубежа.
3. для защиты Ленинграда с юга проводится формирование двух новых армий — 42-й и 55-й. Управление 42-й армией создано к 3 августа на базе упразднённого 50-го стрелкового корпуса 23-й армии. Командующим армией назначен генерал-майор В. И. Щербаков. На базе также упразднённого управления 10-го механизированного корпуса сначала создается управление Слуцко-Колпинской оперативной группы, которая 2 сентября преобразуется в управление 55-й армии. Её командующим назначается генерал-майор танковых войск И. Г. Лазарев.
4. одновременно с совершенствованием укреплений Лужского рубежа по решению Военных советов Северо-Западного направления и Северного фронта строятся оборонительные линии в непосредственной близости от Ленинграда. В июле начато строительство Красногвардейского укрепрайона. Для этого снова мобилизуется население Ленинграда и области — до 500 тысяч человек[132].
5. за период с 29 июня по 27 августа 1941 г. было эвакуировано из Ленинграда 488 703 чел.; кроме того, за этот период было эвакуировано в Ленинград население Эстонской, Латвийской, Литовской и Карело-Финской ССР — 147 500 чел[133].

В целом — неожиданный для немецкого командования затяжной характер борьбы за Ленинград оказал существенное влияние на весь дальнейший ход Великой Отечественной войны.

## Память
30 апреля 1944 года в Ленинграде открылась выставка «Героическая оборона Ленинграда». Выставка пользовалась огромной популярностью у ленинградцев и гостей города. Только за первые три месяца после открытия выставку посетило более 150 тыс. человек. Выставка подробно освещала, в том числе, и бои на Лужском рубеже. 5 октября 1945 года Совнарком РСФСР принял решение о преобразовании выставки в музей республиканского значения — Музей обороны Ленинграда. По посещаемости музей занимал второе место после Эрмитажа. На 40 тыс. м² в 37 залах размещалось более 37 тыс. экспонатов, иллюстрирующих ход битвы за Ленинград и жизнь осаждённого города. 4-й зал был посвящён борьбе на дальних подступах к Ленинграду, в нём размещались фотоснимки, карты и иллюстрации, изображающие отдельные моменты и масштабы оборонного строительства. В том числе, размещалось панно художника В. А. Серова «Строительство оборонительных сооружений». На центральной стене — панно художника Розенблюма и А. С. Бантикова «Проводы ополченцев», здесь же знамя Свердловской дивизии, портреты, карты, схемы боевых действий и оружие ополченцев. Дополнял выставку электрифицированный макет Лужского укреплённого района.
Однако в 1949 году музей был закрыт из-за набиравшего обороты «ленинградского дела», и к марту 1953 года Музея обороны Ленинграда не стало. Фонды, научно-вспомогательные материалы, научный архив и хозяйственное имущество были переданы Государственному музею истории Ленинграда, часть экспонатов и библиотека — музею Октябрьской революции, другая часть — в различные воинские части и музеи. Некоторые рукописи из музея были также переданы в архив Министерства обороны СССР. При этом часть экспонатов оказалась испорченной, некоторые утрачены.
По состоянию на середину 2010-х годов, существует несколько музеев, в которых представлены бои на Лужском рубеже: историко-краеведческие музеи Луги и Кингисеппа, возрождённый музей обороны Ленинграда, экспозиция «Ленинград в годы Великой Отечественной войны» музея истории Санкт-Петербурга, посвящённый Лужскому рубежу, отдельный раздел экспозиции в отделе истории инженерных войск Военно-исторического музея артиллерии, инженерных войск и войск связи. В музее Ленинградского высшего общевойскового Краснознамённого училища имени С. М. Кирова и народном музее в Доме культуры посёлка Большой Сабск также есть разделы, посвящённые боям на Лужском рубеже.
На местах боёв установлено множество памятников, мемориалов, памятных знаков:
Памятники и мемориалы, посвящённые обороне Лужского рубежа.
В Новгороде, один из скульптурных барельефов памятника-стелы «Город воинской славы» посвящён эпизоду обороны города, когда в ходе контратаки, 24 августа 1941 года А. К. Панкратов первым в истории закрыл своим телом вражеский пулемёт.
Памятники посвящённые обороне Новгорода.
В мае 2015 года электропоезду ЭТ2МЛ-077, курсирующему по Балтийскому направлению Октябрьской железной дороги, было присвоено именное название «Лужский Рубеж».

## Комментарии и цитаты
Комментарии
1. ↑  Безвозвратные и санитарные потери Северного фронта с 10 июля 1941 года до 23 августа 1941 года
2. ↑  В 1941 году Новгородской области как самостоятельного административного образования не существовало. Практически вся её территория входила в состав Ленинградской области, а Холмский район — в состав Калининской[4]
3. ↑  В соответствии с директивой Генштаба в июле 1941 года было сформировано управление Ленинградского военного округа. Задачи округа: подготовка резервов, формирование и обучение частей и соединений. В августе 1941 году управление округа было расформировано[20]
4. ↑  Согласно личному указанию А.А. Жданова ленинградские метростроевцы не призывались в армию и ополчение, им предстояло работать на строительстве оборонительных сооружений вокруг Ленинграда[36]
5. ↑  На 11.08.41, включая сооружения построенные на главной полосе обороны и на отсечных позициях.
6. ↑  Хотя в директиве Ставки ГК № 00260 упоминалось о передаче в том числе 177-й дивизии, в состав Северо-Западного фронта была передана 237-я стрелковая дивизия[56].
7. ↑  Каким образом это произошло, видно из датированного 13-м июля документа, направленного начальнику штаба Северного фронта, копия начальнику АБТУ Северного фронта:"В районе Николаево во взаимодействии со стрелковыми частями 41 ск действует 3 танка "КВ". В какую часть эти танки входят, никто не знает. Командует этими тремя танками лейтенант Кайтуков. С начала войны эти танки участвуют в боях, отработав по 60 часов без осмотра мат. части. Танки требуют хозяина и ремонта. Поэтому я решил 3 танка "КВ" с экипажем (под командой лейтенанта Кайтукова) подчинить себе и просить Вас утвердить мое решение. Для приведения их в порядок прошу из Кировского завода в район 24 тд выслать бригаду для ремонта. Танки 12.7.41. были заправлены специально высланным для этой цели горючим. Командир 10 мк генерал-майор Лазарев"[57].

Цитаты
1. ↑  Впечатляет бесконечность пространства, где будут наступать наши войска. Возможность сохранения локтевой связи здесь отпадает сама собой. Зато приобретает большое значение единство боевых действий дивизий. Здесь должен окупиться весь труд, который мы десятилетиями вкладывали в подготовку дивизионного звена командования. Артиллерийская подготовка в начале наступления не будет рассчитана на полное подавление, но должна быть достаточной. В отношении инженерно-технического обеспечения и обеспечения связью, кажется, все подготовлено хорошо. Франц Гальдер[49].
2. ↑  Как и в начале наступления от немецой границы, танковая группа вновь наносила главный удар своим левым флангом - 41-м танковым корпусом, а 56-й танковый корпус должен был начать свой глубокий обходной манёвр на Чудово в составе только двух дивизий - одной танковой и одной моторизованной. Он был лишен возможности прикрыть, как это было необходимо, свой открытый южный фланг, поместив на нём уступом вправо дивизию СС "Тотенкопф". Эрих фон Манштейн[59].
3. ↑  В сложившейся обстановке не оставалось ничего другого, как отвести через Сольцы 8 тд, чтобы уйти от угрожавших нам клещей. 3 мд также должна была временно оторваться от противника, чтобы корпус вновь мог получить свободу действий. Последующие несколько дней были критическими, и противник всеми силами старался сохранить кольцо окружения. Для этой цели он ввел в бой, кроме стрелковых дивизий, две танковые дивизии, большие силы артиллерии и авиации. Несмотря на это, 8 тд удалось прорваться через Сольцы на запад и вновь соединить свои силы. Все же некоторое время её снабжение обеспечивалось по воздуху. 3 моторизованной дивизии удалось оторваться от противника, только отбив 17 атак. Тем временем удалось также освободить от противника наши коммуникации, после того как командование группы вновь передало в подчинение корпуса дивизию СС «Тотенкопф». 18 июля кризис можно было считать преодолённым. Эрих фон Манштейн[69].
4. ↑  Учитывая состояние погоды, пришлось отложить наступление на Шимск. Примечательным является наступление частей левого фланга (4-я танковая группа Эриха Гёпнера) в районе Нарвы. Наступление на Шимск, если позволит погода, намечено предпринять завтра. Франц Гальдер[86].
5. ↑  Солдатам теперь ясно, что эта война уже больше не блицкриг, она затянется. Население уже не дружественно к ним, как прежде, в Прибалтике. Они объясняют это тем, что почти все деревни приходится поджигать артиллерийским огнём, прежде чем их удается захватить. Наплывают воспоминания о французской кампании, но эта кампания кажется солдатам совершенно несравнимой. Русские не падают на колени после первых тяжёлых ударов, как французы, они продолжают бороться упорно и решительно. Они видели много русских солдат, которые ручными гранатами предавали себя смерти, вместо того, чтобы сдаться. Пауль Карель[92].
6. ↑  …авиация противника беспрерывно в воздухе до 100 самолётов и бьет на всю оперативную глубину до 30 – 35 км, безнаказанно бомбит и расстреливает из пулемётов, прочесывая все леса и гоняясь за каждой машиной, от чего части несут значительные потери в людях и матчасти. За всю войну впервые вижу такое массовое применение авиации. Нашу истребительную авиацию дальше КП армии не пропускают. С.Д. Акимов[24].
7. ↑  Радует то, что теперь в наших руках оказался весь участок шоссе Луга — Красногвардейск. Тем самым восстановлено взаимодействие между 269-й пехотной и 8-й танковой дивизиями. Создана ещё одна важная основа для проведения дальнейшей операции, так как в ближайшее время может быть подтянут 50-й армейский корпус, за исключением частей, которые все ещё должны быть задействованы для уничтожения противника под Лугой. Теперь можно будет осуществлять снабжение 4-й танковой группы по этому шоссе и по железной дороге, а не по дальнему объездному пути через болотистую местность в районе озера Самро. Вильгельм фон Лееб, 31 августа 1941[122]
8. ↑  Характер боевого применения саперного батальона предопределялся необходимостью борьбы ударными группами против ДОТов самой различной мощности и величины, с обширным применением огнеметов, связок ручных гранат, дымовых завес, а также с извлечением мин всех видов, которые были установлены противником для укрепления своих позиций в доселе невообразимых масштабах. Характер оборонительных сооружений и способ их применения убеждали в том, что речь идет о подготовленных заранее за месяцы и своевременно оборудованных оборонительных позициях, о важнейшем краеугольном камне во внешнем кольце обороны Ленинграда, на важнейшей железнодорожной линии и главной [автомобильной] дороге на север. Мощное применение артиллерии и то, что этот участок занимали элитные войска, ещё более подчеркивали большое значение, которое Советы откровенно придавали лужским позициям. Фридрих Хуземан[129].

## В кинематографе
- Киноэпопея «Блокада». «Лужский рубеж» (СССР, 1973; Режиссёр: Михаил Ершов)

### Книги
- Бычевский Б. В. Город — фронт. — Л.: Лениздат, 1967. — 431 с.
- Вольфганг Пауль. В гуще боя — История 6 танковой дивизии (1 лёгкой) 1937—1945 = Brennpunkte — Die Geschichte der 6. Panzerdivision (1. leichte) 1937—1945 / Пер. с нем. Д. И. Никитин. — Krefild: Höntiges-Verlag, 1977.
- Гальдер Ф. Военный дневник. — М.: АСТ, 2010. — 704 с. — ISBN 978-5-17-067688-0.
- Дашичев В. И. Банкротство стратегии германского фашизма. — М.: Наука, 1973. — Т. 2. — 664 с.
- Дэвид Гланц. Блокада Ленинграда. 1941—1944 = Leningrad. City under Siege. 1941-1944 / Пер. с англ. Е. В. Ламановой. — М.: ЗАО «Центрполиграф», 2009. — 221 с. — ISBN 978-5-9524-4170-5.
- Железных В. И., Цирлин А. Д. Инженерные войска Советской Армии в важнейших операциях Великой Отечественной войны. — Л.: Воениздат, 1952. — 310 с.
- Звягинцев В. Е. Война на весах Фемиды: Война 1941 — 1945 гг. в материалах следственно-судебных дел. — М.: ТЕРРА, 2006. — 768 с. — (Двуликая Клио: Версии и факты). — ISBN 5-275-01309-4.
- Иринархов Р. С. Прибалтийский особый… — Минск: Харвест, 2004. — 544 с. — (Военно-историческая библиотека).
- Исаев А. В. Иной 1941. От границы до Ленинграда. — М.: Яуза, Эксмо, 2011. — 416 с. — (Война и мы). — ISBN 978-5-699-49705-8.
- Исаев А. В. Котлы 41-го. История ВОВ, которую мы не знали. — М.: Яуза, Эксмо, 2005. — 400 с. — ISBN 5-699-12899-9.
- Камалов Х. Х., Серднак Р. В., Токарев Ю. С. 900 героических дней. — Л.: Наука, 1966. — 422 с.
- Колл. авт. Блокада Ленинграда в документах рассекреченных архивов / Под ред. Н. Л. Волковского. — М.: АСТ, 2005. — 766 с. — (Военно-историческая библиотека). — ISBN 5-17-023997-1.
- Колл. авт. История Великой Отечественной войны Советского Союза 1941—1945 в шести томах / Председатель ред. комиссии П. Н. Поспелов. — М.: Военное издательство МО СССР, 1961. — Т. 2. — 675 с. — 180 000 экз.
- Колл. авт. На огненном рубеже / Составитель и литературный редактор Л. И. Гребенюк. — Луга, 2005.
- Колл. авт. Непокорённый Ленинград. — Л.: Наука, 1970. — 416 с. — 43 000 экз.
- Колл. авт. Попов М. М. // Оборона Ленинграда, 1941—1944 : Воспоминания и дневники участников / Предисл. маршала М. В. Захарова. — Л.: Наука, 1968. — 792 с. — (Вторая мировая война в исследованиях, воспоминаниях, документах). — 14 500 экз.
- Кочаков Б., Окунь С. Б. Ленинград. Краткий исторический очерк. — Л.: Лениздат, 1964. — 800 с.
- Кринов Ю. С. Лужский рубеж. Год 1941-й. — 2-е изд., перераб. и доп. — Л.: Лениздат, 1987. — 320 с.
- Лебедев Ю. М. По обе стороны блокадного кольца. — СПб.: Издательский дом «Нева», 2005. — 320 с. — 3500 экз. — ISBN 5-7654-4165-3.
- Маляров В. Н. Строительный фронт в годы Великой Отечественной войны. Создание стратегических рубежей и плацдармов для обеспечения оборонительных операций вооружённых сил в годы войны 1941–1945 гг. — СПб., 2000.
- Мамонов О. В. Остановленный блицкриг.. — В. Новгород.: Типография «Виконт», 2011.
- Мамонов О. В. Первый контрудар Сталина. Отстоять Ленинград! — М.: Яуза, Эксмо, 2014. — 384 с. — (Война и Мы). — ISBN 978-5-699-71280-9.
- Мощанский И. Б. Танки, вперёд! Курьезы танковой войны в битве за Ленинград. — М.: Вече, 2009. — 192 с. — ISBN 978-5-9533-3884-4.
- Мощанский И. Б. У стен Ленинграда. — М.: Вече, 2010. — 304 с. — ISBN 978-5-9533-5209-3.
- Пауль Карель. «Барбаросса»: От Бреста до Москвы = Unternehmen Barbarossa / Пер. с нем. А. Уткин. — Смоленск: Русич, 2003. — 432 с. — (Мир в войнах). — ISBN 5-8138-0310-6.
- Франсуа де Ланнуа. Битва за Ленинград. 1941. 22 июня - 31 декабря. — М.: Эксмо, 2009. — 184 с. — ISBN 978-5-699-34122-1.
- Фридрих Хуземан. Искренне верили. История 4-й Полицейской гренадерской дивизии СС = In Good Faith. The history of the 4. SS-Polizei-Panzer-Grenadier-Division, Volume 1: 1939–1943 / Пер. с нем. Д. И. Никитин. — Winnipeg: J. J. Fedorowicz Publishing Inc., 2002. — ISBN 978-0-9219-9174-8.
- Хомяков И. История 24-й танковой дивизии РККА. — СПб.: BODlib, 2006. — 232 с.
- Хомяков И. Лужский рубеж. Хроника героических дней. — СПб.: Аврора-Дизайн, 2014. — 264 с. — (Поле боя). — ISBN 978-5-93768-066-9.
- Цирлин А. Д., Бирюков П. И., Истомин В. П., Федосеев Е. Н. Инженерные войска в боях за Советскую Родину. — М.: Воениздат, 1970. — 84 с.
- Чернышев А. А. Балтийский флот в битве за Ленинград. 1941 г. — М.: Вече, 2014. — 384 с. — (Морская летопись). — ISBN 978-5-4444-1662-4.
- Шигин Г. А. Битва за Ленинград: крупные операции, «белые пятна», потери / Под ред. Н. Л. Волковского. — СПб.: Полигон, 2004. — 316 с. — (Военно-историческая библиотека). — ISBN 5-89173-261-0.
- Эрих фон Манштейн. Утерянные победы. — М.: АСТ, 1999. — 896 с. — (Военно-историческая библиотека). — ISBN 5-237-01547-6.

### Статьи
- Бычевский Б. В. В начале войны под Ленинградом // Военно-исторический журнал. — М.: МО СССР, 1963. — № 1, 2.
- Данилов П. Д. Ленинградцы на строительстве оборонительных рубежей в 1941—1942 годах // Отечественная история. — Российская академия наук, 2001. — № 3. — С. 163—169.
- Мощанский И. Б., Хохлов И. В. Ленинградская стратегическая оборонительная операция. Часть 1. Направление Северо-Запад // Военная летопись. — БТВ-МН, 2002. — № 4. — С. 44—70.
- Мощанский И. Б., Хохлов И. В. Ленинградская стратегическая оборонительная операция. Часть 2. Невский бастион // Военная летопись. — БТВ-МН, 2002. — № 5. — С. 2—33.
- Паничкин Я. А. Это было на Лужском рубеже // Красная искра. — Боровичи, 1973. — № 202—204.
- Полячков М. Г. Подвиг и трагедия // Лужская правда. — Луга, 2014. — № 53. — С. 3. Архивировано 26 августа 2014 года.
- Хомяков И. М. Лужский оборонительный рубеж // Цитадель. — СПб., 2008. — № 14. — С. 67—78.
- Грицай Н. Т. В бою — электрозаграждения // Инженерные войска города-фронта / Сост. И. А. Лейтман. — Л.: Лениздат, 1979. — С. 185-188. — 320 с. — 50 000 экз.
- Рубеж мужества // Метростроитель : газета. — Санкт-Петербург, 2018. — № 9.
- Метрострой на Лужском рубеже // Метростроитель : газета. — Санкт-Петербург, 2015. — № 4.

## Документы
- Директива Ставки Главного Командования СССР № 91/НГШ Военному совету Северного фронта о подготовке обороны на подступах к Ленинграду от 4 июля 1941 года
- Директива Ставки Главного Командования СССР Военному совету Ленинградского военного округа о подготовке оборонительного рубежа на подступах к Ленинграду от 5 июля 1941 года
- Приказ штаба Северного фронта № 26 о создании Лужской оперативной группы от 6 июля 1941 года
- Директива Ставки Главного Командования СССР № 00260 Командующим войсками Северного и Северо-Западного фронтов о переподчинении и задачах войск от 9 июля 1941 года
- Оперативная директива № 3049 штаба Северного фронта о разделении Лужского оборонительного рубежа на три сектора обороны от 23 июля 1941 года
- Директива Военного Совета Северо-Западного направления № 013/оп Военным советам Северного и Северо-Западного фронтов о подготовке оборонительных сооружений на Лужском рубеже от 29 июля 1941 года
- Доклад штаба 48-й армии № 00113 военному совету Северо-Западного фронта об обстановке в войсках от 11 августа 1941 года
- Директива Ставки Верховного Главнокомандования № 001199 о разделении Северного фронта на Карельский и Ленинградский от 23 августа 1941 года
- Боевой приказ № 102 штаба Северного фронта командующему Лужским участком обороны генерал-майору Астанину от 24 августа 1941 года